# 671
671 је била проста година.

## Догађаји
- Перктарит се враћа у Ломбардију из изгнанства и враћа своје краљевство, којим влада у име Гарибалда, пошто је његов отац краљ Гримоалд умро. Он свргава младог краља и постаје нови владар Ломбардског краљевства у Италији. Током своје владавине Перктарит је хришћанство прогласио званичном религијом, али не признаје власт римског папе.
- Јиџинг, кинески будистички монах, путује бродом из Гуангџоуа и посећује главни град делимично будистичког краљевства Шривијаја у Палембангу (Индонезија). Остаје 6 месеци да учи граматику санскрита и малајски језик.
- 10. јун – Цар Тењи уводи водени сат (клепсидра) назван Рококу. Инструмент, који мери време и показује сате, налази се у главном граду Оцу у Јапану.
- Краљевство Сила преузима контролу над бившом престоницом Баекје Саби од Генералног протектората Танг да би смирио исток.